# Петоранело дел Молизе
Петоранело дел Молизе (итал. Pettoranello del Molise) је насеље у Италији у округу Изернија, региону Молизе.
Према процени из 2011. у насељу је живело 351 становника. Насеље се налази на надморској висини од 727 м.

## Становништво
| 1931. | 1936. | 1951. | 1961. | 1971. | 1981. | 1991. | 2001. | 2011. |
| ----- | ----- | ----- | ----- | ----- | ----- | ----- | ----- | ----- |
| 886   | 882   | 911   | 672   | 422   | 353   | 397   | 428   | 459   |